# 大久保博 (翻訳家)
大久保 博（おおくぼ　ひろし、1929年 - ）は、日本の英米文学者、翻訳家。法政大学名誉教授。
マーク・トウェインの作品を主として翻訳した。

## 略歴
法政大学文学部英文科卒業。法政大教養部英語教授を務めた。門下に金原瑞人など。

## 翻訳
- 『アンクル・トムズ・ケビン 奴隷の生活の物語』上・下（H・B・ストウ、山屋三郎共訳、角川文庫） 1965 - 1966
- 『O・ヘンリー短編集』（旺文社文庫） 1974
- 『目撃者 オスカー・スレイター事件』上・下（ウィリアム・ラフヘッド編、旺文社文庫） 1981

### マーク・トウェイン
- 『アダムとイヴの日記』 （マーク・トウェイン、旺文社文庫） 1976、福武文庫 1995、河出文庫 2020
- 『ちょっと面白い話』（マーク・トウェイン、旺文社文庫） 1980
- 『アーサー王宮廷のヤンキー』 （マーク・トウェイン、角川文庫） 1980、新版 2009
  - 『ハンク・モーガンの冒険 アーサー王宮廷のコネチカット・ヤンキー 』（マーク・トウェイン、論創社） 1984 - 編訳・原書の挿絵全点を収録
- 『またちょっと面白い話 』（マーク・トウェイン、旺文社文庫） 1982
- 『ちょっと面白い ハワイ通信』 （マーク・トウェイン、旺文社文庫） 1983
- 『続 ちょっと面白い ハワイ通信』 （マーク・トウェイン、旺文社文庫） 1983
- 『新選 マーク・トウェイン傑作集』（旺文社文庫） 1985
- 『バーレスク風自叙伝』 （マーク・トウェイン、旺文社文庫） 1987
- 『不思議な少年第44号』（マーク・トウェイン、角川書店） 1994、角川文庫 2010
- 『マーク・トウェインのジャンヌ・ダルク』（角川書店） 1996
- 『ハックルベリ・フィンの冒険』 （マーク・トウェイン、角川書店） 1999、角川文庫 2004
- 『王子と乞食』 （マーク・トウェイン、角川書店） 2003
- 『トム・ソーヤーの冒険』 （マーク・トウェイン、角川文庫） 2005
- 『人間とは何か』（マーク・トウェイン、角川文庫） 2017

#### 角川書店 トウェイン完訳コレクション
Kindle版（電子出版のみ）。大半は旺文社版の改訳。 2014 - 2015
- 『マーク・トウェインのバーレスク風自叙伝』
- 『ハワイ通信』上・下
- 『ドリバーグを堕落させた男』
- 『ハンク・モーガンの冒険』
- 『アダムとイヴの日記』
- 『ちょっと面白い話』
- 『また・ちょっと面白い話』
- 『ジム・スマイリーと彼のだいじな跳び蛙』

### トマス・ブルフィンチ
- 『ギリシア・ローマ神話 伝説の時代』（トマス・ブルフィンチ、角川文庫） 1970、新版（上・下） 2004
- 『中世騎士物語 騎士道の時代』（トマス・ブルフィンチ、角川文庫） 1974
- 『新訳 アーサー王物語』（トマス・ブルフィンチ、角川文庫） 1993 - 抜粋版

| スタブアイコン | サブスタブ | この項目は、まだ閲覧者の調べものの参照としては役立たない、文人（小説家・詩人・歌人・俳人・作詞家・作家・放送作家・随筆家（コラムニスト）・文芸評論家）に関連した書きかけの項目です。この項目を加筆・訂正などしてくださる協力者を求めています（P:文学/PJ:作家）。 |